# Bokowo-Płatowe
Bokowo-Płatowe (ukr. Боково-Платове) – osiedle typu miejskiego na Ukrainie, w obwodzie ługańskim, w faktycznie niefunkcjącym rejonie roweńkowskim, od 2014 pod kontrolą marionetkowej, zależnej od Rosji Ługańskiej Republiki Ludowej. W 2001 liczyło 3100 mieszkańców.